# Djupträsket (Edefors socken, Norrbotten, 733939-172910)
Djupträsket är en sjö i Bodens kommun i Norrbotten och ingår i Luleälvens huvudavrinningsområde. Sjön har en area på 1,37 kvadratkilometer och ligger 33,1 meter över havet. Sjön avvattnas av vattendraget Urstjärnälven.

## Delavrinningsområde
Djupträsket ingår i det delavrinningsområde (733676-173099) som SMHI kallar för Utloppet av Djupträsket. Medelhöjden är 81 meter över havet och ytan är 18,69 kvadratkilometer. Räknas de 11 avrinningsområdena uppströms in blir den ackumulerade arean 163,46 kvadratkilometer. Urstjärnälven som avvattnar avrinningsområdet har biflödesordning 3, vilket innebär att vattnet flödar genom totalt 3 vattendrag innan det når havet efter 92 kilometer. Avrinningsområdet består mestadels av skog (83 procent). Avrinningsområdet har 1,37 kvadratkilometer vattenytor vilket ger det en sjöprocent på 7,3 procent.